# Hans-Joachim Döring

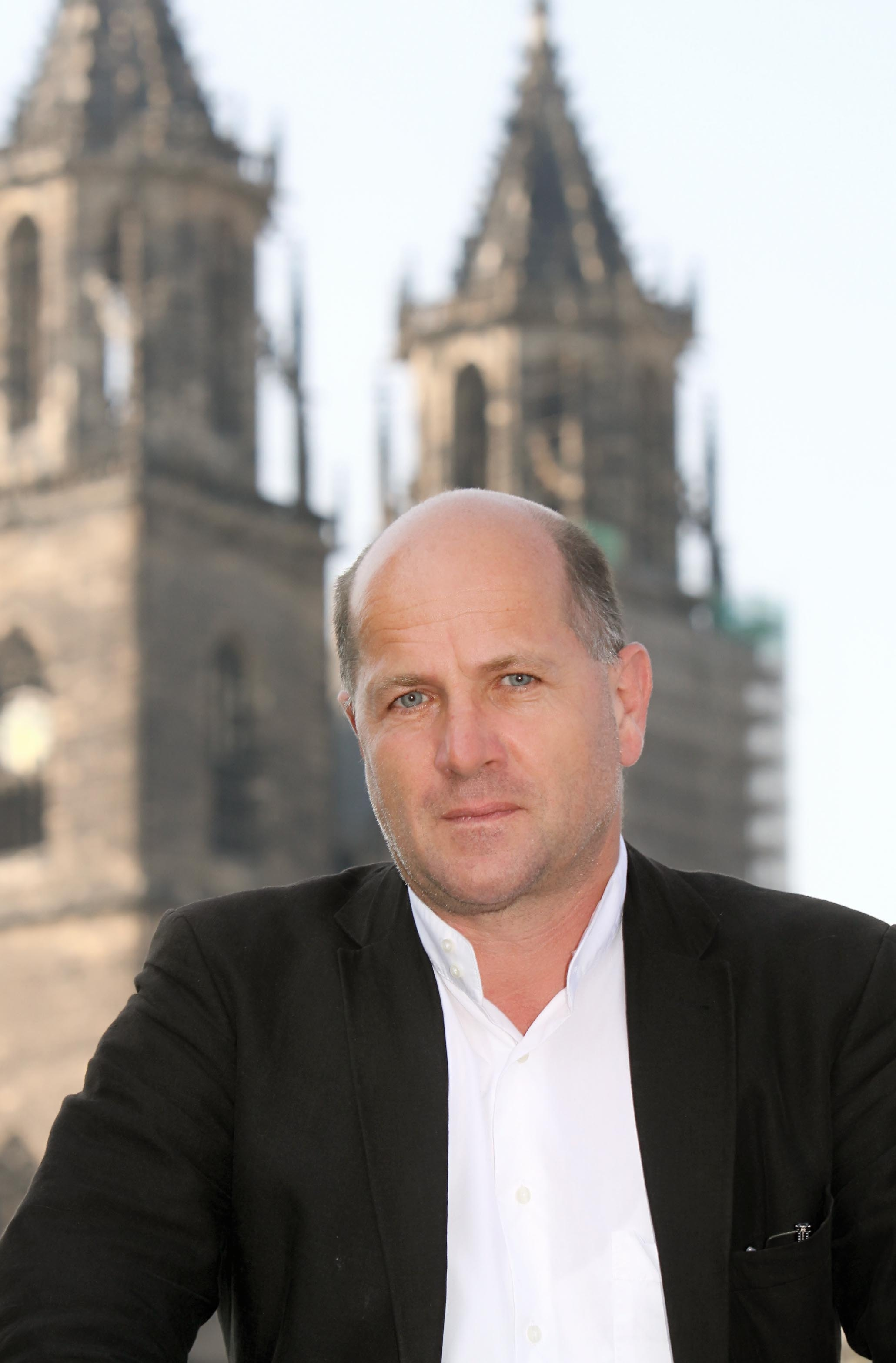
Hans-Joachim Döring

Hans-Joachim Döring (* 15. September 1954 in Dahlen (Sachsen)) ist ein deutscher Religionspädagoge, der in den Arbeitsfeldern Entwicklungszusammenarbeit, Umwelt sowie Nachhaltigkeit gearbeitet hat und vom konziliaren Prozess geprägt wurde.

## Leben und Wirken

### Berufliche Ausbildung und Tätigkeit in der DDR
Nach Abschluss der Schulausbildung als Geologie-Facharbeiter mit Abitur in Johanngeorgenstadt und Leipzig im Jahre 1973 wollte Hans-Joachim Döring Geologie, Hydrologie oder Biologie studieren. Da ihm dies verwehrt wurde, hat er 1975 bis 1979 ein Studium der Evangelischen Kinder- und Jugendarbeit in Moritzburg bei Dresden absolviert und als Diplom-Religionspädagoge abgeschlossen.
Von 1980 bis 1986 arbeitete er als Jugenddiakon an der Thomaskirche in Leipzig. Während dieser Zeit hatte er im Herbst 1982 gemeinsam mit Günter Johannsen die Friedens- und Montagsgebete in der Nikolaikirche gegründet. In dieser Zeit beschäftigte sich Döring auch mit Literatur. So bekam er 1980 einen Preis für Lyrik beim Poetenseminar in Schwerin und kurz danach Publikationsverbot. 1982 wurde er am Literaturinstitut Leipzig immatrikuliert und im selben Jahr exmatrikuliert.

### Entwicklungspolitisches Engagement im ökumenischen Kontext
Das Berufsleben von Hans-Joachim Döring ist eng mit dem Konziliaren Prozess für Gerechtigkeit, Frieden und Bewahrung der Schöpfung verbunden. Von 1987 bis 1996 war Döring Geschäftsführer des ökumenischen Netzwerkes INKOTA in Berlin. INKOTA steht für INformation, KOordination, TAgungen zu Problemen der Zwei-Drittel-Welt. Das Netzwerk hatten Menschen und Gruppen aus dem Umkreis von Lothar Kreyssig und der Aktionsgemeinschaft für die Hungernden 1971 in Halle unter dem Motto „Aufbruch gegen die Weltarmut“ gegründet. Das Netzwerk war bis zur Wiedervereinigung dem Bund der Evangelischen Kirchen in der DDR in Berlin angegliedert. Das Netzwerk ist Herausgeber des "INKOTA Brief – Das Nord-Süd-Magazin". Von 1985 bis 1987 war Döring Mitglied des Fortsetzungsausschusses "Frieden konkret", dem Zusammenschluss systemkritischer Basisgruppen im Umfeld der Kirchen.
Aufgrund seines entwicklungspolitischen Engagements wurde Döring 1987 als Berater in den Vorbereitungsausschuss "Eine Hoffnung lernt gehen" und danach 1988/1989 als Teilnehmer an den Ökumenischen Versammlungen (ÖV) für Gerechtigkeit, Frieden und Bewahrung der Schöpfung in Dresden und Magdeburg berufen. Diese Versammlungen waren Teil des weltweiten Konziliaren Prozesses. Auf der ÖV prägte Hans-Joachim Döring besonders die Beschlüsse im Themenfeld "Leben in Solidarität – eine Antwort auf weltweite Strukturen der Ungerechtigkeit" mit. Das Engagement von Döring während und nach der friedlichen Revolution war von der ÖV beeinflusst. 1989 gründete er gemeinsam mit dem Rostocker Theologen Walther Bindemann den Entwicklungspolitischen Runden Tisch.
Arbeitsaufenthalte führten Hans-Joachim Döring in verschiedene Länder des Globalen Südens, wie Nicaragua, Brasilien, Indien, Tansania, Mosambik, Senegal, Kuba und Peru. Von 1992 bis 1996 war er Vorsitzender des Gründungsausschusses und dann erster Geschäftsführer der Stiftung Nord-Süd-Brücken.
Als Kenner und ausgewiesener kritischer Analytiker der Politik der DDR gegenüber der "Dritten Welt" arbeitete Döring in den Jahren 1996 bis 1998 als Gutachter für die Enquete-Kommission „Aufarbeitung von Geschichte und Folgen der SED-Diktatur“ des Deutschen Bundestages.
Studien unter dem Titel „Es geht um unsere Existenz - Die Politik der DDR gegenüber Mosambik und Äthiopien“ wurden 1999 im Ch. Links Verlag publiziert.
Mit einer Arbeit zur Politik von SED und DDR gegenüber Afrika, dem Kampf- und Lernfeld Solidarität und den diskriminierenden Arbeitsbedingungen der unabhängigen Dritte-Welt-Gruppen in der DDR wurde Döring 2007 an der Technischen Universität Berlin zum Dr. phil. promoviert.

### Leben mit Mensch und Natur in Solidarität und Nachhaltigkeit
Das Wirken Hans-Joachim Dörings ist geprägt von seinem Wunsch, angewandte Orientierung zu geben in den Herausforderungen globaler Konflikte wie dem Nord-Süd-Konflikt und dem Konflikt Mensch-Natur. Dabei geht es ihm um die nachhaltige Gestaltung des Verhältnisses von Ökonomie und Ökologie. Es bewegt ihn, dass die gegenwärtigen Wirtschafts- und Lebensweisen die natürlichen Kreisläufe, die Natur und damit die Grundlage des menschlichen Lebens gefährden. 1997 bis 2003 war Döring Inhaber der Fachstelle Umwelt und Entwicklung am Kirchlichen Forschungsheim (KFH) (heute: Forschungsstelle für ökologische Bildung und Beratung der Evangelischen Akademie Sachsen-Anhalt) in Lutherstadt Wittenberg im Auftrag des Kirchlichen Entwicklungsdienstes (KED). Hier hat er u. a. zu "Ökumene und Sustainability" gearbeitet. Hans-Joachim Döring ist auch Mitherausgeber der BRIEFE zur Orientierung im Konflikt Mensch-Erde des KFH. Eine Vielzahl von Veröffentlichungen von Döring finden sich in den "BRIEFE"n.
Seit 2004 ist er Beauftragter der Evangelischen Kirche in Mitteldeutschland (EKM) für den KED. 2008 wurde er Vorstandsvorsitzender der ökumenischen Entwicklungsgenossenschaft Oikocredit – Mitteldeutschland (Sachsen, Thüringen und Sachsen-Anhalt). Oikocredit ist eine international tätige Genossenschaft, die das Ziel der Entwicklungsförderung verfolgt durch Vergabe von Mikrokrediten in Entwicklungsländern. Oikokredit geht auf eine Initiative des Ökumenischen Rates der Kirchen aus dem Jahr 1968 zurück.
2009 gründete Hans-Joachim Döring das Lothar-Kreyssig-Ökumenezentrum (LKÖZ) der EKM in Magdeburg und leitete es bis 2014. 2009 wurde er auch Umweltbeauftragter der EKM und leitete bis 2020 den Fachbereich Umwelt und Kirchlicher Entwicklungsdienst im LKÖZ. Dieser Fachbereich hat die Aufgabe, die Kirchen und christlichen Gemeinden bei der Bewältigung der Herausforderungen angesichts der Verletzlichkeit vieler Menschen in den Entwicklungsländern sowie der Verletzungen weiter Teile der Natur zu unterstützen und den Dialog zwischen Kirche und Gesellschaft auf Gebieten der nachhaltigen Entwicklung anzuregen.
Döring war von 2009 bis 2014 Mitglied des Landessynode der EKM und leitete den sozialethischen Ausschusses für öffentliche Angelegenheiten.
2010 bis 2016 war Döring auch Mitglied der Kammer für Nachhaltige Entwicklung des Rates der Evangelischen Kirche in Deutschland (EKD).
Lange Zeit engagierte sich Döring auch für die Aufarbeitung der Schicksale der sogenannten Vertragsarbeiter aus Mosambik in der DDR, die durch die Friedliche Revolution, den Systembruch 1989/1990 und die deutsche Einheit große Nachteile erfahren mussten und seit über 30 Jahren um Respekt und Anerkennung ringen sowie Forderungen auf vorenthaltenen Lohn- und Rentenansprüche erheben.

### Vermittlung im Spannungsfeld von Ökologie, Soziales und Ökonomie
Aufgrund seiner Kompetenz im Spannungsfeld von Ökologie und Ökonomie wurde Döring
2015 durch das Bundesministerium für Verkehr und digitale Infrastruktur und das Bundesumweltministerium zum Berater im Gesamtkonzept Elbe berufen. Er moderierte den Prozess zur Revitalisierung der „Dornburger Alten Elbe“, dem größten Auenaltwasser Deutschlands – im Auftrag der Landeshauptstadt Magdeburg und des Bundesvorstandes des BUND (Bund für Umwelt und Naturschutz Deutschland).
Seit 2017 ist er Moderator im „Selke-Dialog“ des Landes Sachsen-Anhalt, welcher sich um einen Ausgleich von Hochwasserschutz, Naturschutz und Bürgerschutz im hochsensiblen Südharz einsetzt.
2016 bis 2018 absolvierte er eine Ausbildung zum Wirtschafts- und Umweltmediator (mit Zertifikat durch die Industrie- und Handelskammer).

## Familie
Hans-Joachim Döring ist verheiratet und lebt mit seiner Familie bei Magdeburg.